# KEK Bantheville

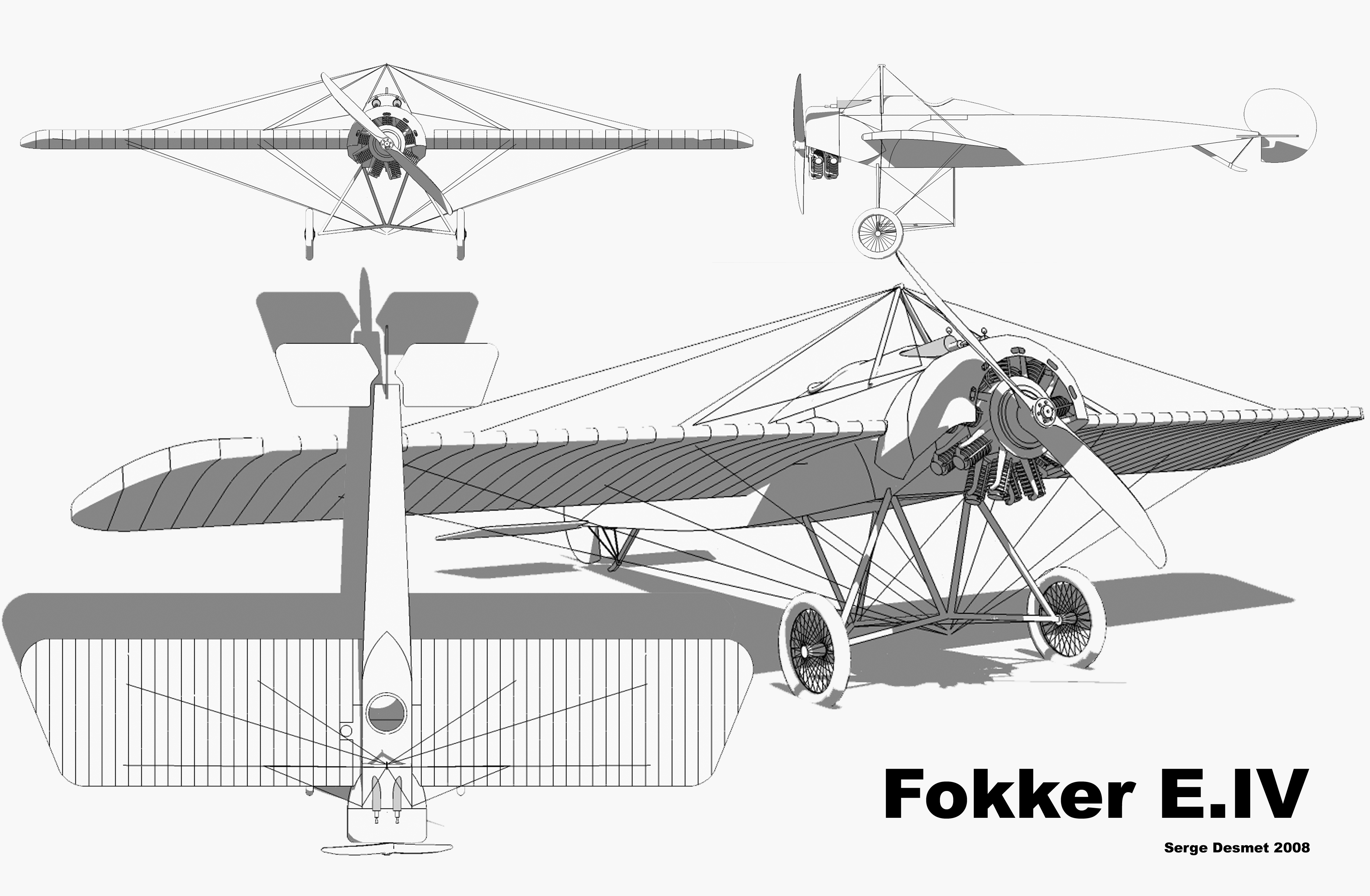
Fokker E.IV – samolot będący na wyposażeniu KEK B w 1916 roku

Kampfeinsitzerkommando Bantheville – KEK B – jednostka lotnictwa niemieckiego Luftstreitkräfte z okresu I wojny światowej.

## Informacje ogólne
Jednostka została utworzona w bazie w Bantheville koło Metz, w połowie 1915 w jednym z pierwszych etapów reorganizacji lotnictwa. Składała się z kilku jednomiejscowych uzbrojonych samolotów Halberstadt D.II przydzielonych bezpośrednio do dowództwa 5 Armii. W końcu września 1916 roku w kolejnym etapie reorganizacji lotnictwa niemieckiego na bazie tej jednostki utworzono eskadrę myśliwską Jasta 7.
W KEK B służyli między innymi: Max Ritter von Müller, Hans von Keudell Gustav Leffers, Max Ritter von Mulzer, Leopold Rudolf Reimann, Hans Bethge, Erich Hahn
Głównymi samolotami używanymi przez pilotów KEK Bantheville były Halberstadt D.II, Fokker E.II, Fokker E.IV.

## Dowódcy Eskadry
| Stopień   | Nazwisko                        | Okres            |
| --------- | ------------------------------- | ---------------- |
| Porucznik | Fritz von Bronsart-Schellendorf | xxx – 23.08.1916 |